# Campeonato de España de Atletismo 1923
El VI Campeonato de España de Atletismo, se disputó los días 12, 13 y 15 de agosto de 1923 en las instalaciones deportivas de Campo de Romo, Las Arenas, Guecho, España.

Se vuelve a reanudar el Campeonato de España, tras no disputarse en el año 1922. Es esta edición se continúan celebrando solo pruebas en categoría masculina.

## Resultados

### Clasificación por federaciones regionales
1º-Vizcaya-32 puntos.

2º-Cataluña-25 puntos.

3º-Guipúzcoa-21 puntos.

### Masculino
| Evento                               | Oro                                                                       | Plata                                                                      | Bronce                                                                     |
| ------------------------------------ | ------------------------------------------------------------------------- | -------------------------------------------------------------------------- | -------------------------------------------------------------------------- |
| 100 metros                           | Manuel Anatol Guipúzcoa 11.8                                              | Emiliano Pagazaurtundua Vizcaya 11.8                                       | Rafael María Casas Cataluña 12.0                                           |
| 200 metros lisos                     | Manuel Anatol Guipúzcoa 24.0                                              | Gonzalo Leyra Castilla 24.8                                                | José María Peña Vizcaya 25.0                                               |
| 400 metros lisos                     | Manuel Anatol Guipúzcoa 53.6                                              | José María Puyo Vizcaya 55.4                                               | Máximo García Cataluña ??                                                  |
| 800 metros lisos                     | Teodoro "Diodoro" Pons Cataluña 2:05.4                                    | Ramón Adarraga Castilla 2:07.4                                             | Miguel Palau Cataluña 2:09.0                                               |
| 1500 metros lisos                    | Teodoro "Diodoro" Pons Cataluña 4:22.0                                    | Amador Palma Vizcaya 4:23.2                                                | Miguel Palau Cataluña 4:24.0                                               |
| 5000 metros lisos                    | Amador Palma Vizcaya 16:17.4                                              | Miguel Palau Cataluña 16:24.2                                              | Miguel Peña Guipúzcoa 16:30.0                                              |
| 110 metros vallas                    | J.Mounnier Guipúzcoa 17.4                                                 | Carlos Muntadas Cataluña 18.2                                              | José María Peña Vizcaya 18.6                                               |
| Salto de altura                      | José Luis Elósegui Guipúzcoa 1.70                                         | Jesús Valdés Aragón 1.65                                                   | Fernando Artiach Vizcaya 1.65                                              |
| Salto con pértiga                    | Juan Bautista Erice Vizcaya 3.36 Récord de España                         | Alberto Barrena Castilla 3.00                                              | José Llort Cataluña 2.60                                                   |
| Salto de longitud                    | Fernando Artiach Vizcaya 6.565 Récord de España                           | José Luis Elósegui Guipúzcoa 6.52                                          | Pedro Irigoyen Vizcaya 6.11                                                |
| Triple salto                         | Fernando Artiach Vizcaya 12.85 Récord España                              | José María Yermo Vizcaya 12.84                                             | Alberto Barrena Castilla 12.40                                             |
| Lanzamiento de peso                  | Ignacio Izaguirre Guipúzcoa 11.245                                        | José R. Montino Castilla 11.07                                             | Juan Bautista Erice Vizcaya 10.90                                          |
| Lanzamiento de barra vasca           | Venancio Guerricabeitia Vizcaya 20.56                                     | Pascual Coderque Aragón 18.32                                              | José R. Montino Castilla 14.87                                             |
| Lanzamiento de disco                 | Pascual Coderque Aragón 33.29                                             | Luis Uría Castilla 32.87                                                   | Juan Llorens Cataluña 32.23                                                |
| Lanzamiento de martillo (Exhibición) | Juan Llorens Cataluña 28.65                                               | ¿?                                                                         | ¿?                                                                         |
| Lanzamiento de jabalina              | Juan Bilbao Vizcaya 41.10                                                 | José María Peña Vizcaya 34.53                                              | José Brú Cataluña 34.44                                                    |
| 5.000 metros marcha (en pista)       | Luis Meléndez Cataluña 24:29.0                                            | Gerardo García Cataluña 26:04.0                                            | Eduardo Soler Cataluña 27:02.0                                             |
| Relevos 4x250 metros lisos           | Arenas Club Guecho 2:06.2                                                 | Real Sociedad Gimn. Esp. Madrid 2:13.0                                     | ¿?                                                                         |
| Relevos 4 x 400 metros lisos         | Guipúzcoa Ignacio Alcorta Alfonso Carrasco Irramendi Manuel Anatol 3:48.6 | Vizcaya José María Peña José María Puyo Vicente Abad Manuel Aguirre 3:49.0 | Cataluña Manuel Mateu Arturo Dasca Teodoro "Diodoro" Pons Máximo García ¿? |